# Metopius ultimatus
Metopius ultimatus là một loài tò vò trong họ Ichneumonidae.